# Russcherleen

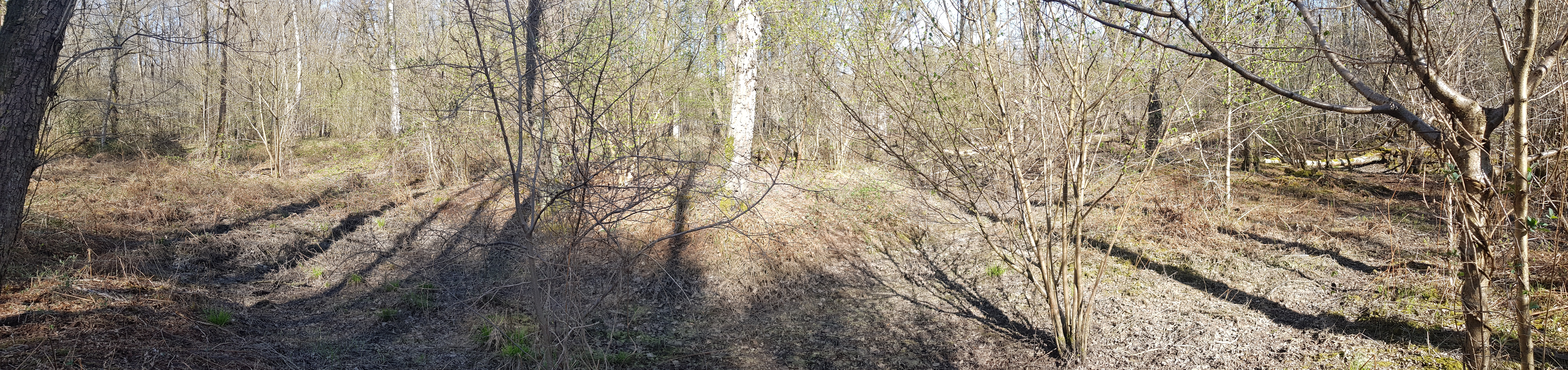
Gracht rond de schans

De Russcherleen was een boerenschans in de Nederlandse gemeente Beekdaelen. De schans lag ten oosten van Schinveld in de Schinveldse Bossen nabij de Ruscherbeek.
Op ongeveer 400 meter naar het noordwesten ligt de Vijfsprongschans en op ruim 650 meter naar het noorden de Lammerschans.

## Constructie
De schans heeft afmetingen van 80 bij 100 meter en een oppervlakte van ongeveer 0,8 hectare. Rond de schans lag een gracht die waarschijnlijk werd gevoed door de Ruscherbeek.